# Geotrigona terricola
Geotrigona terricola là một loài Hymenoptera trong họ Apidae. Loài này được Camargo & Moure mô tả khoa học năm 1996.